# Pilar Galán Rodríguez
Pilar Galán Rodríguez (Navalmoral de la Mata, 1967) es licenciada en Filología Clásica por la Universidad de Extremadura, donde trabajó como becaria de investigación. Actualmente es profesora de Lengua y Literatura en el IES Profesor Hernández Pacheco (Cáceres). Escribe una columna de opinión Jueves sociales, en El Periódico Extremadura

## Biografía
Ha publicado en revistas como Turia, Alcántara, Revista de Extremadura, Norbania, Baluerna, El espejo, La luna de Mérida, Alborayque o Muchocuento.
Dirige y coordina varios talleres literarios en Extremadura y Andalucía. Imparte también cursos de narrativa para profesores y alumnos de enseñanza secundaria. Ha participado en la campaña de Promoción de las letras y Encuentros literarios en los institutos, de la Dirección General del Libro del MECD; en las Rutas literarias por Extremadura; y en la campaña Lectores invisibles para acercar los libros a lectores con dificultades.

### Premios
Ha ganado más de veinte premios de narrativa, entre otros el primer premio del Certamen Nacional de Narraciones convocado por la UNESCO, el primer premio del Certamen Internacional Miguel de Unamuno convocado por Caja Duero, y el primer premio del Certamen Internacional de Cuentos de Invierno convocado por el Excmo. Ayuntamiento de Ponferrada. 
Ha sido finalista en el Concurso Vargas Llosa convocado por la cadena de hoteles NH, en el Certamen Internacional Max Aub, y en el Certamen Ana María Matute. Ha ganado también el XIII edición del Premio Nacional de Periodismo Francisco Valdés organizado por el Excm. Ayuntamiento de Don Benito. 
En Extremadura, ha obtenido, entre otros los siguientes premios: 
- Premio Hermanos Caba de Arroyo de la Luz.
- Premio Helénides de Salamina de Casar de Cáceres.
- Premio San Isidoro de Sevilla convocado por la UEX.
- Premio de la Asociación de la Prensa de Badajoz.
- Primer premio Certamen Literario Librería El Encuentro y Feria del Libro 89 en Navalmoral de la Mata.

También ha ganado varios premios a la innovación educativa, entre ellos el III Premio Giner de los Ríos (premio colectivo al grupo Ars Docendi), y ha presentado varias publicaciones sobre las nuevas tecnologías en el aula y sobre sintaxis y literatura.

### Reconocimientos
Tiene dedicada una calle en Navalmoral de la Mata.
Académica de número de la Real Academia de Extremadura de las Letras y las Artes.

## Su obra

### Cuentos
Tiene publicados varios libros de cuentos y novelas: El tiempo circular, (2001) Editora Regional de Extremadura; Cuentos para ser contados, Manual de ortografía, Diez razones para estar en contra de la Perestroika, Paraíso posible (2012) y Tecleo en vano (2014), todos ellos en la ed. De la Luna Libros (Mérida).

### Novelas
Entre sus novelas destacamos: Pretérito imperfecto (2001), Ocrán-sanabu (2002), Ni Dios mismo (2006) y Grandes superficies (2010). Todas estas obras están publicadas en la editorial De la Luna Libros(Mérida).

### Antologías de narrativa
- Velas al viento en Los microrrelatos de la nave de los locos. En esta antología del microrrelato hispánico, publicada por la editorial Cuadernos del Vigía.
- Relatos relámpago, y Ficciones de la Editora Regional de Extremadura.
- Sabor de amor de Universitas.
- Relatos al atardecer, Relatos contra el olvido y 'Ciudades de cuento', en Ciudades Patrimonio de la Humanidad,
- La quinta dimensión, por el servicio de publicaciones de la UEX.
- Escarcha y fuego, Homenaje a Miguel Hernández en la Diputación de Badajoz.
- Ellas también cuentan, XIII Premio Ana Mª Matute, en la editorial Torremozas.

### Nuevas tecnologías en el aula, sintaxis y literatura
- Galán Rodríguez, Pilar y Galán Rodríguez, Carmen: “Estilística de las oraciones finales: El concepto de tiempo en la expresión final”, en Actas del I Encuentro de Jóvenes Investigadores Extremeños, Cáceres, Institución Cultural El Brocense, 1990, pp. 179 186.
- Harto Trujillo, Luisa y Galán Rodríguez, Pilar, “Elipsis, estructura profunda y  estructura superficial en el Brocense" en Alcántara, 1993, n.º 29, pp. 45 61.
- Galán Rodríguez, Pilar, "M. V. Marcial: Análisis de un diálogo fructífero", en Cuadernos de Filología Clásica,Universidad Complutense, 7.pp 133  145, 1994.
- Galán Rodríguez, Pilar, “La creatividad léxica: los neologismos en A. Fraguas de Pablo, “Forges”, en Anuario UEX, Tomo XVII, pp 187  201, 1994.
- Galán Rodríguez, Pilar y Barriga Rubio, J. ,"Héroes, mitos y símbolos. Zurbarán y la literatura de su época", Diputación de Badajoz, 1998.
- Galán Rodríguez ,Pilar, “Aplicaciones didácticas de la informática en la Cultura clásica.” En Actas de  las  Jornadas de Humanidades clásicas. Ed. IES Santiago Apóstol, Almendralejo, pp 64-69  2000
- Galán Rodríguez, Pilar, “La Romanización en la provincia de Cáceres", XVIII premios Fco Giner de los Ríos a la mejora de la calidad educativa, Fundación BBVA, Bilbao, 2003. pp 107-124.
- Galán Rodríguez, Pilar. “De clásicos, alumnos, lecturas y otras cosas de encantamiento”, en Profesores Ex, año 1, n.º 1, abril de 2005, pp 20-1.